# Mont-le-Vernois
Mont-le-Vernois è un comune francese di 157 abitanti situato nel dipartimento dell'Alta Saona nella regione della Borgogna-Franca Contea.

## Società

### Evoluzione demografica
Abitanti censiti